# Du hast
Du hast ist ein Lied der deutschen Neue-Deutsche-Härte-Band Rammstein. Es wurde von Rammstein geschrieben und von Jacob Hellner gemeinsam mit der Band produziert. Der Song ist die zweite Singleauskopplung ihres zweiten Studioalbums Sehnsucht und wurde am 18. Juli 1997 veröffentlicht.

## Inhalt

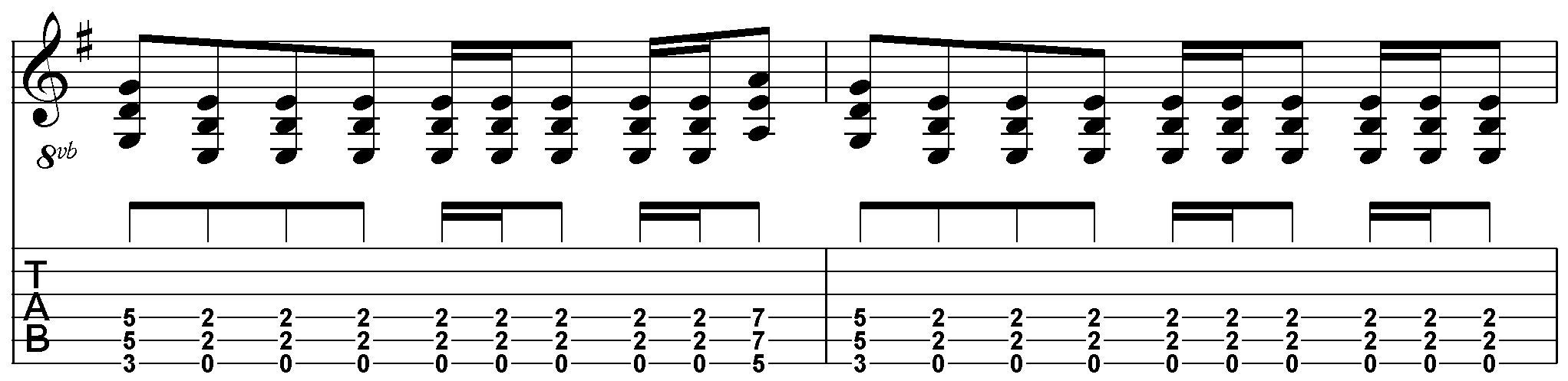
Ausschnitt aus einem Gitarrenriff in Quinten aus Du hast

Der Titel Du hast ist ein Wortspiel mit der zweiten Person Singular von haben und hassen. Inhaltlich geht es um einen Heiratsantrag, bei dem das lyrische Ich zuerst unschlüssig ist, ob es ihn annimmt, sich letztendlich aber dagegen entscheidet, was im Refrain deutlich wird:

„Willst du bis der Tod euch scheide

Treu ihr sein für alle Tage?

(Ja), Nein!

Willst du bis zum Tod der Scheide

Sie lieben auch in schlechten Tagen?

(Ja), Nein!“

## Musikvideo
Bei dem Musikvideo zu Du hast führte Philipp Stölzl Regie. Es ist mit über 621 Millionen Aufrufen das meistgesehene Video der Band auf YouTube (Stand: Februar 2025).
Christoph Schneider übernimmt dabei die Rolle eines Mannes, der mit seiner Geliebten, gespielt von Astrid Meyerfeldt, zu einer abgelegenen Halle fährt. Als er das Gebäude mit geladener Pistole betritt, trifft er auf die anderen fünf Bandmitglieder, die zunächst ihre Gesichter hinter weißen Masken versteckt halten und sich dann zu erkennen geben. Während sie ihr Wiedersehen feiern, wartet die zunehmend frustrierte Freundin draußen am Auto. In der Halle scheinen die Bandmitglieder eine Person zu misshandeln, die bewegungslos die Kameraperspektive einnimmt. Nachdem sie Benzin ausgeschüttet und angezündet haben, sehen die Bandmitglieder einer umherlaufenden, brennenden Person (der misshandelten Person?) zu. Am Ende des Videos verlassen die sechs Männer das Gebäude. Sie ignorieren dabei die Geliebte – selbst als das Auto explodiert, in dessen unmittelbarer Nähe sich die Frau befindet.

## Single

### Covergestaltung
Das Singlecover ist in dunklen Farbtönen gehalten und zeigt das ernste Gesicht von Gitarrist Paul Landers, das zum Großteil von schwarzer Farbe bedeckt ist. Im Vordergrund befinden sich der Rammstein-Schriftzug in Grau sowie der Titel Du hast, der so dargestellt ist, als wäre er mit einem Messer eingeritzt worden.

### Titelliste
1. Du hast – 3:54
2. Bück dich – 3:21
3. Du hast (Remix von Jacob Hellner) – 6:44
4. Du hast (Remix von Clawfinger) – 5:24

### Chartplatzierungen und Auszeichnungen
Du hast stieg am 4. August 1997 auf Platz fünf in die deutschen Single-Charts ein und konnte sich zwölf Wochen in den Top 100 halten. Auch in Österreich und in der Schweiz erreichte die Single die Charts und belegte Rang zehn beziehungsweise 33.
| ChartsChartplatzierungen | Höchstplatzierung | Wochen |
| ------------------------ | ----------------- | ------ |
| Deutschland (GfK)        | 5 (12 Wo.)        | 12     |
| Österreich (Ö3)          | 10 (9 Wo.)        | 9      |
| Schweiz (IFPI)           | 33 (5 Wo.)        | 5      |

| ChartsJahrescharts (1997) | Platzierung |
| ------------------------- | ----------- |
| Deutschland (GfK)         | 73          |

| Land/Region                  | Auszeichnungen für Musikverkäufe (Land/Region, Auszeichnung, Verkäufe) | Verkäufe |
| ---------------------------- | ---------------------------------------------------------------------- | -------- |
| Dänemark (IFPI)              | Platin                                                                 | 90.000   |
| Neuseeland (RMNZ)            | Platin                                                                 | 30.000   |
| Portugal (AFP)               | Gold                                                                   | 5.000    |
| Spanien (Promusicae)         | Gold                                                                   | 30.000   |
| Vereinigtes Königreich (BPI) | Silber                                                                 | 200.000  |
| Insgesamt                    | 1× Silber · 2× Gold · 2× Platin ·                                      | 355.000  |

Hauptartikel: Rammstein/Auszeichnungen für Musikverkäufe
Bei den Grammy Awards 1999 wurde Du hast in der Kategorie Best Metal Performance nominiert, unterlag jedoch dem Song Better than You von Metallica.